# Помалидомид
Помалидомид (Pomalidomide) — представитель нового класса противоопухолевых иммуномодуляторов, следующего «поколения» после леналидомида. Помалидомид обладает прямой антимиеломной активностью, иммуномодулирующим действием и угнетает стромальные клетки, поддерживающие рост опухолевых клеток миеломы.
Он избирательно угнетает пролиферацию и вызывает апоптоз гематопоэтических клеток опухоли. Кроме того, помалидомид угнетает пролиферацию линии клеток множественной миеломы (ММ), устойчивых к леналидомиду, и обладает синергизмом с дексаметазоном по способности вызывать апоптоз опухолевых клеток, как чувствительных, так и устойчивых к леналидомиду линии клеток. Помалидомид усиливает клеточный иммунитет с участием Т-клеток и натуральных киллеров и угнетает образование провоспалительных цитокинов (напр., TNF-a и IL-6) моноцитами. Помалидомид также тормозит ангиогенез, блокируя миграцию и адгезию клеток эндотелия.
В международном многоцентровом рандомизированном исследовании III фазы (MM-003) помалидомид (в комбинации с низкими дозами дексаметазона) сравнивался со стандартной терапией высокодозным дексаметазоном у пациентов с ранним рецидивом ММ, которые получили терапию и бортезомибом, и леналидомидом.
Было показано, что помалидомид снижает уровень прогрессии на 52 % (PFS 4.0 vs 1.9 мес.) и значимо увеличивает общую продолжительность жизни (12.7 vs 8.1 мес.), различия статистически достоверны (P≤0.001) (медиана наблюдения 10 мес).
Помалидомид одобрен в США (Food and Drug Administration (FDA) для терапии рецидивирующей и рефрактерной множественной миеломы в феврале 2013 года (торговое название — помалист), в августе 2013 г. помалидомид получил такое же одобрение в ЕС (торговое название — имновид). В РФ препарат зарегистрирован 07. мая 2015 г.
Помалидомид в комбинации с дексаметазоном показан для лечения взрослых больных с рецидивирующей и рефрактерной множественной миеломой, которые получили не менее двух предшествующих режимов лечения, включающих и леналидомид, и бортезомиб, и у которых отмечалось прогрессирование заболевания во время последней терапии.
Помалидомид выпускается в капсулах для перорального применения по 1, 2, 3, 4 мг.

## Дозирование и способ применения
Лечение должно проводиться под наблюдением врача, имеющего опыт терапии множественной миеломы.
Способ применения
Рекомендуемая начальная доза помалидомида составляет 4 мг внутрь 1 раз в день в дни 1-21 повторных 28-дневных циклов. Рекомендуемая доза дексаметазона 40 мг внутрь 1 раз в день в дни 1, 8, 15 и 22 каждого 28-дневного цикла.
Режим дозирования сохраняется или изменяется в зависимости от клинических и лабораторных данных.

## Нежелательные эффекты
Во время клинических исследований наиболее частыми нежелательными реакциями были нарушения со стороны системы крови и лимфатической системы: анемия (45,7 %), нейтропения (45,3 %) и тромбоцитопения (27 %); среди общих нарушений чаще встречались утомляемость (28,3 %), повышение температуры (21 %) и периферические отеки (13 %); среди инфекций — пневмония (10,7 %).
Периферическая нейропатия была зарегистрирована у 12,3 % пациентов; венозные эмболические и тромботические нарушения (ВЭТН) осложнения — у 3,3 % больных.
Нежелательные реакции чаще возникали в течение первых двух циклов лечения помалидомидом.

## Противопоказания
Беременность
Женщины, способные к деторождению, у которых полностью не соблюдены все условия программы предупреждения беременности.
Мужчины, которые не могут или не соблюдают требуемые условия контрацепции.
Гиперчувствительность к любому активному ингредиенту или любому вспомогательному веществу.

## Взаимодействия с другими медицинскими продуктами и другие виды взаимодействия
Помалидомид не вызывает клинически значимых фармакокинетических лекарственных взаимодействий.